# منذر علی عبدالله
منذر علی عبدالله (انگلیسی: Munther Ali Abdullah؛ زادهٔ ۱۲ ژانویهٔ ۱۹۷۵) بازیکن فوتبال اهل امارات متحده عربی بود.
از باشگاه‌هایی که در آن بازی کرده‌است می‌توان به باشگاه فوتبال الوصل امارات اشاره کرد.
وی همچنین در تیم ملی فوتبال امارات متحده عربی بازی کرده‌است.